# Feroz (película)
Feroz es un largometraje español de 1984, del director Manuel Gutiérrez Aragón.

## Ficha artística
- Fernando Fernán Gómez (Luis)
- Frédéric de Pasquale (Andrés)
- Elene Lizarralde (Ana)
- Julio César Sanz (Pablo)
- Javier García (Pablo - oso)
- Marta Suárez (niña)
- Margarita Calahorra (madre de Pablo)
- José Rodríguez (padre de Pablo),

## Argumento
Pablo, un extraño joven que sólo se alimenta de frutos silvestres, un buen día se escapa de casa y se pierde en el bosque. Un psicólogo lo salva de un ataque de perros salvajes e intenta ayudarlo de su extrañeza psicológica. Comprueba que los perros se vuelven agresivos cuando pasan a su lado como si se tratara de una alimaña y que las gentes del lugar afirman que es un salvaje. El psicólogo luchará para ayudarlo y descubrir la verdad. Decide llevarse al chico a la ciudad y con la ayuda de una bella pianista educarle. Pronto el "Oso" empezará a notar tiernos sentimientos por ella.

## Comentarios
Manuel Gutiérrez Aragón: "Le conté a Elías Querejeta que quería hacer una película sobre el adiestramiento de los seres humanos. No sobre la educación sino sobre todo el adiestramento que recibimos para desenvolvernos en la vida"
Fue rodada en Saja (Cantabria) - Artikutza y Éibar (Guipúzcoa) - El Espinar (Segovia) - El Escorial y Patones (Madrid) - Río Cuervo (Cuenca) - Madrid. 
El número de espectadores que fueron a verla al cine fue de 80.580 y se recaudaron 22.094.285 ptas (132.789,33€).
- Datos: Q5445206